# 3M

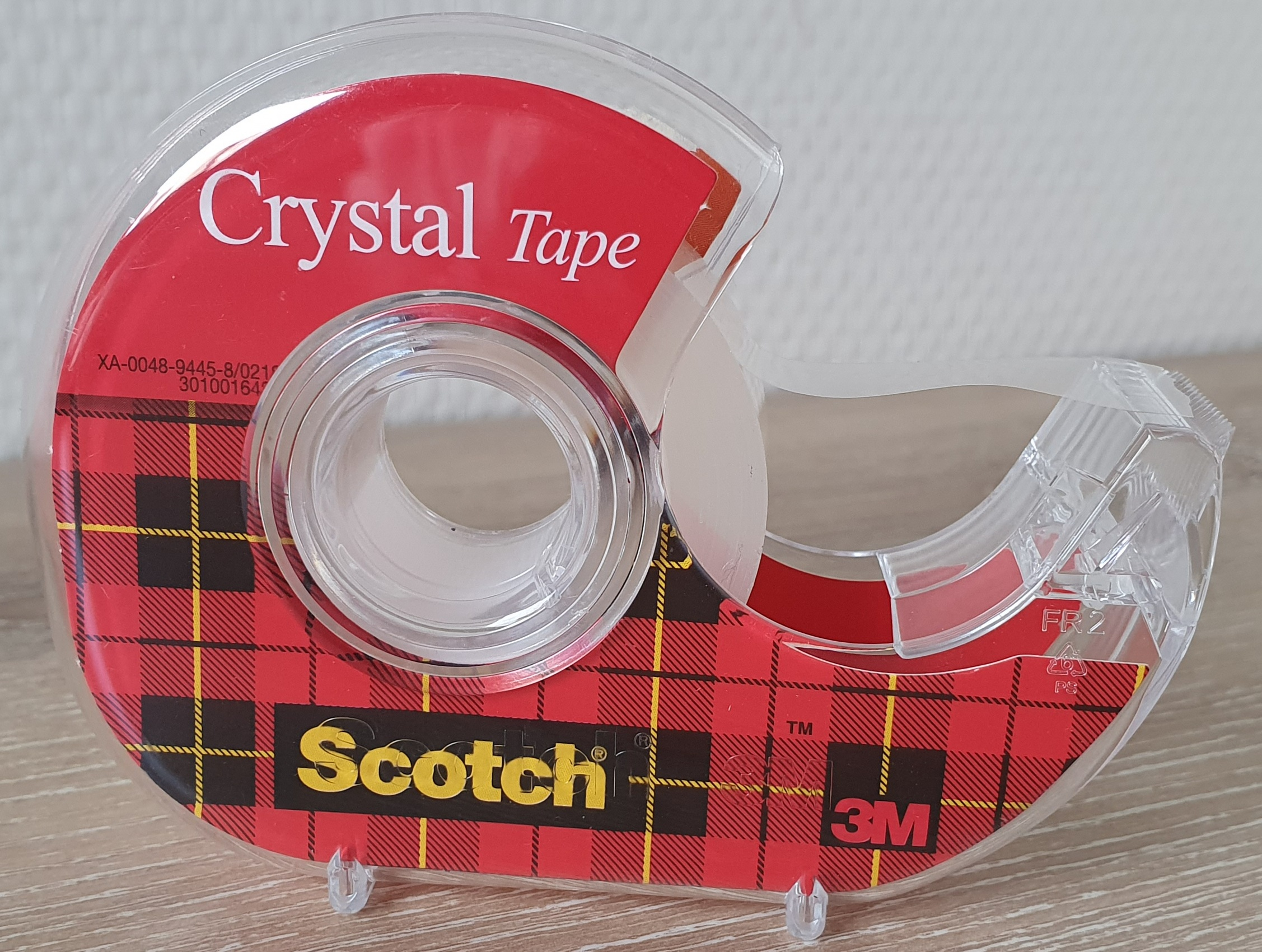
Taśma klejąca wyprodukowana przez 3M

3M Company (dawniej jako Minnesota Mining and Manufacturing Company) – amerykański koncern zajmujący się produkcją i sprzedażą różnorodnych wyrobów, między innymi tworzyw sztucznych, materiałów ściernych, elektronicznych i farmaceutycznych, oferujący łącznie ponad 55 tys. produktów.
3M jest jedną z 30 przedsiębiorstw indeksowanych przez Dow Jones Industrial Average.

## Historia
Firma 3M została założona w 1902 roku jako Minnesota Mining and Manufacturing Company przez dr. J. Danley Budda, Henry’ego S. Bryana, Williama A. McGonagle’a, Johna Dwana oraz Hermona W. Cable’a. W 1914 roku powstał ich pierwszy ekskluzywny produkt Three-M-ite Abrasive Cloth, a w 1921 opatentowano oraz zaprezentowano 3M Wetordry Waterproof Sandpaper, pierwszy na świecie wodoodporny papier ścierny.
W 1940 roku 3M produkował towary wojskowe w czasie II wojny światowej. Po jej zakończeniu, w 1946 roku zadebiutował na giełdzie New York Stock Exchange (NYSE).
W 1954 roku RCA po raz pierwszy używał taśmy magnetycznej 3M do nagrywania programów telewizyjnych, a w 1962 roku siedziba firmy 3M została przeniesiona do Maplewood.
W 1978 roku niebieskie logo firmy zostało zastąpione na to w kolorze czerwonym i przybrało nazwę 3M Red.
W 1990 roku zaprezentowano komputerowe filtry prywatności, które pozwalały na ochronę danych wyświetlanych na monitorach, natomiast w 2004 roku firma osiągnęła 20 miliardów dolarów ze sprzedaży swoich produktów, a w 2013 – 30 miliardów dolarów.
W 2016 roku w głównej siedzibie 3M zostało otwarte nowe laboratorium badawczo-rozwojowe.

## 3M w Polsce
Spółka 3M Poland powstała w 1991 r. Jej siedziba w Kajetanach wybudowana została w 1997 r. Przedsiębiorstwo ma w Polsce 6 zakładów produkcyjnych – we Wrocławiu, Janinowie i Rabce oraz centrum dystrybucyjne w Dąbrowie Górniczej. Ponadto we Wrocławiu działa centrum usług wspólnych, centrum badawczo-rozwojowe, centrum innowacji i centrum szkoleniowe. W 2021 r. 3M zatrudniała w Polsce 4,2 tys. pracowników, a łączne inwestycje spółki wyniosły 2,5 mld zł.